# Avventura marocchina di Douglas
Avventura marocchina di Douglas (Bound in Morocco) è un film muto del 1918 diretto da Allan Dwan che lavorò anche alla sceneggiatura - con la supervisione di Sarah Y. Mason - insieme a Elton Thomas, pseudonimo usato spesso da Douglas Fairbanks, interprete principale e produttore del film.

## Trama
In Marocco, un giovanotto americano, venuto a sapere che la bella Ysail sta per essere venduta al governatore della città, cerca di salvare lei e sua madre dal finire nel suo harem. Catturato, riesce a scappare proprio mentre sta per scoppiare una bomba. Travestito da donna, il giovane si introduce nell'harem facendo fuggire la ragazza. Poi, insieme a madre e figlia, si trova impegnato a evitare tutti gli ostacoli che si frappongono alla loro salvezza. Dopo avere combattuto contro gli scherani del governatore, gli abitanti del posto e i banditi locali, il terzetto riesce a prendere la fuga saltando a bordo di un'automobile, che sfrecciando nel deserto, li porterà in salvo via da lì.

## Produzione
Il film fu prodotto dalla Douglas Fairbanks Pictures.

## Distribuzione
Il copyright del film, richiesto dalla Douglas Fairbanks Pictures Corp., fu registrato il 5 agosto 1918 con il numero LP12723.

Distribuito dalla Famous Players-Lasky Corporation, il film uscì nelle sale statunitensi il 28 luglio 1918. In Italia, distribuito nel 1921 dalla De Cippico, ottenne il visto di censura numero 15827.
Non si conoscono copie ancora esistenti della pellicola che viene considerata presumibilmente perduta.